# Donkeyman
Donkeyman war die Bezeichnung für einen Hafenarbeiter oder Seemann, der den Donkey (englisch für „Esel“), die Hilfsdampfmaschine einer Schute oder eines Schiffes, zu bedienen und zu warten hatte. Auf Seeschiffen sollte der Hilfskessel die Dampfversorgung sicherstellen, wenn der oder die Hauptkessel nicht unter Dampf standen und diente so hauptsächlich dem schiffsinternen Energiebedarf sowie dem Betrieb der Ballastwasserpumpe und des Ankerspills. Bei kleineren Handelsschiffen betrieb der Donkey auch die Lade- und Entladeeinrichtungen. In der Seefahrt wurden vollbeschäftigte Donkeyleute nur auf großen Schiffen angeheuert. 
Im Hamburger Hafen wurden ab Mitte des 19. Jahrhunderts Donkeyschuten eingesetzt. Diese waren mit einem Dampfkessel und einer Dampfwinde ausgestattet, so dass von den antriebslosen Schuten die Lösch- und Ladearbeiten der Schauerleute mechanisch unterstützt werden konnten. Zum Einsatz kamen sie vor allem an Großseglern, Oberländer Kähnen und Speichern ohne Bodenwinde. Der Donkeyman war der Mann an der Winsch. Er war für den Unterhalt und die Instandhaltung der Schute zuständig, musste während des Betriebs das Kohlenfeuer unter dem Kessel in Gang halten, den Wasserstand und den Dampfdruck kontrollieren und die Winde bedienen. Da er tief in der Schute stand, hatte er keinen Einblick in den Ladevorgang, sondern war bei dieser Arbeit auf Blickkontakte, Handzeichen und Zurufe der Schauerleute angewiesen. 
Abgelöst wurde die Arbeit der Donkeyleute Anfang bis Mitte des 20. Jahrhunderts durch die technische Weiterentwicklung der Hebezeuge.